# Roy Urquhart
Robert Elliott Urquhart (Shepperton, 28 november 1901 – Port of Menteith, 13 december 1988) was een Britse militair die voornamelijk bekend werd om zijn rol in de Slag om Arnhem.

## Levensloop
Urquhart kreeg zijn militaire opleiding op Sandhurst. Tussen 1920 en 1940 was hij gestationeerd in India bij de Highland Light Infantry. Van 1941 tot 1943 was hij commandant van het 2e bataljon The Duke of Cornwall's Light Infantry van de 51 Highland Divisie, die in Noord-Afrika gestationeerd was. Na zijn bevordering tot brigadegeneraal was hij commandant van de 231e brigade van diezelfde divisie, waarmee hij landde op Sicilië. In 1944 was hij stafofficier bij het Britse 12e legerkorps.

## Slag om Arnhem
Generaal-majoor Urquhart kreeg op 7 januari 1944 het bevel over de Britse 1e Luchtlandingsdivisie, hoewel hij zelf geen luchtlandingservaring had. De divisie, waar ook de Poolse 1e Onafhankelijke Parachutistenbrigade onder generaal-majoor Stanisław Sosabowski deel van uitmaakte, werd bij de Operatie Market Garden voor het eerst ingezet en landde bij Oosterbeek. De opdracht was om de Rijnbrug in Arnhem te veroveren en behouden totdat de grondtroepen van Brian Horrocks 30e korps hen zouden ontzetten bij hun opmars vanuit België.
Op de eerste dag van de Slag raakte Urquhart samen met onder andere zijn plaatsvervanger Gerald Lathbury ingesloten in vijandelijk gebied en moest hij zich in een huis van een burger verbergen. Met zijn dienstpistool schoot hij een Duitser neer bij een poging te ontsnappen. Tijdens zijn afwezigheid ontstond een conflict tussen John Hackett en Pip Hicks over de vraag wie Urquhart moest waarnemen. Hackett was op grond van dienstjaren de aangewezen opvolger, maar Urquhart had aan zijn stafchef Charles Mackenzie voor aanvang van de slag mondeling meegedeeld dat Hicks hem moest vervangen in het geval van afwezigheid. Op 19 september slaagde Urquhart erin te ontsnappen en vond hij zijn weg terug naar het divisiehoofdkwartier in het toenmalige Hotel Hartenstein (sinds 1978 het Airborne Museum).
De Slag bij Arnhem zelf verliep desastreus. Na negen dagen strijd werden de overgebleven troepen teruggetrokken naar de zuidoever van de Rijn. Voor zijn inspanningen werd Urquhart na de oorlog door de Nederlandse regering onderscheiden met de Bronzen Leeuw en werd er een straat in Oosterbeek naar hem vernoemd: de Generaal Urquhartlaan.

## Noorwegen
Na de Duitse overgave op 8 mei 1945 werd de opgelapte 1e Luchtlandingsdivisie als onderdeel van Operatie Doomsday naar Noorwegen gevlogen om toe te zien op de Duitse overgave. Urquhart heette de Noorse kroonprins Olav en drie ministers van de Noorse regering in ballingschap welkom bij hun terugkeer. In augustus 1945 keerde de divisie van Urquhart terug naar Groot-Brittannië.

## Na de Tweede Wereldoorlog
Na de oorlog vervulde Urquhart nog functies als militaire commandant van Malaya en commandant van de Britse troepen in Australië. In 1955 ging hij met pensioen. In 1958 publiceerde hij zijn memoires over de Slag om Arnhem: Arnhem, Britain's infamous airborne assault of WWII (Ned. uitgave: De Slag om Arnhem, 1960). Tot 1970 had hij ook nog een leidinggevende positie in de staalindustrie.
Urquhart en zijn vrouw Pamela hadden vier kinderen, onder wie Elspeth Campbell (1940-2023, echtgenote van de vroegere leider van de Liberaal Democratische partij Menzies Campbell) en Suki Urquhart, schrijver van de The Scottish Gardener (De Schotse tuinier).

## Militaire loopbaan
- Second Lieutenant: 24 december 1920[4]
- Lieutenant: 24 december 1922[4]
- Captain: 26 maart 1929[4]
- Major: 1 augustus 1938[4]
- Waarnemend Lieutenant-Colonel: 28 december 1940 - 27 maart 1941[4]
- Tijdelijk Lieutenant-Colonel: 28 maart 1941 - 18 november 1943[4]
- Oorlogsduur Lieutenant-Colonel: 19 november 1943[4]
- Waarnemend Colonel: 19 mei 1943 - 18 november 1943[4]
- Tijdelijk Colonel: 19 november 1943 - 9 januari 1945[4]
- Oorlogsduur Colonel: 10 januari 1945[4]
- Waarnemend Brigadier: 19 mei 1943 - 18 november 1943[4]
- Tijdelijk Brigadier: 19 november 1943 - 9 januari 1945[4]
- Waarnemend Major-General: 10 januari 1944 - 9 januari 1945[4]
- Tijdelijk Major-General: 10 januari 1945[4]
- Major-General: 17 november 1947[4]
  - Anciënniteit: 20 januari 1946 (uitdiensttreding 24 december 1955)[4][5]

## Decoraties
- Lid in de Orde van het Bad op 10 oktober 1944[4][6]
- Orde van Voorname Dienst op 23 september 1943[4][7]
  - Gesp op 14 oktober 1943[4]
- Bronzen Leeuw op 31 juli 1945[4][8]
- Commandeur met Ster in de Orde van Sint-Olaf op 19 maart 1948[4][9]

## Trivia
In de film Een brug te ver over de Slag om Arnhem wordt Urquhart gespeeld door Sean Connery.